# Jackowo Włościańskie
Jackowo Włościańskie – wieś sołecka w Polsce położona w województwie mazowieckim, w powiecie nowodworskim, w gminie Nasielsk.
| SIMC    | Nazwa    | Rodzaj    |
| ------- | -------- | --------- |
| 0120017 | Jackówek | część wsi |

W latach 1975–1998 miejscowość administracyjnie należała do województwa ciechanowskiego.